# Ferdinand Hiller
Ferdinand Hiller (24. oktober 1811 i Frankfurt a.M. – 11. maj 1885) var en tysk komponist.
Hiller var blandt andet elev af Hummel, med hvem han besøgte Beethoven i Wien 1827, et besøg, han har beskrevet i sine bøger Ludwig van Beethoven (1871) og Aus dem Tonleben (1868—71). Hiller, der alt forinden var optrådt som klaverspiller og havde begyndt at komponere, tog 1828 ophold i Paris, i hvis musikliv han kom til at spille en rolle, idet han udbredte kendskabet til tysk musik (han var den første, der spillede Beethovens Es-Dur-koncert i Paris), og i hvis kunstnerkredse han var en velset gæst, en ven af mænd som Cherubini, Rossini, Chopin, Berlioz, Heine og mange andre, bekendtskaber, der ligeledes har givet stof til hans litterære frembringelser. 
Efter et ophold i Italien, hvor hans opera Romilda spilledes i La Scala i Milano 1839, kaldtes Hiller af Mendelssohn-Bartholdy til Leipzig, hvor sidstnævnte opførte Hillers oratorium Die Zerstörung Jerusalems (1840). Efter et nyt besøg i Italien og efter en sæson at have dirigeret Gewandhaus-koncerterne i Leipzig i Mendelssohns fraværelse fik Hiller 1850 ansættelse som stadskapelmester i Köln og leder af byens konservatorium. I denne dobbelte stilling og som leder af de rhinske musikfester opåede Hiller et højt anset navn, og han betragtedes, uagtet han som komponist ikke var særlig fremragende, indtil 1884, da han opgav sine stillinger, som en af spidserne i datidens tyske musikliv. 
Hiller, der var en udmærket klaverspiller og en dygtig lærer, har i sine kompositioner nærmest sluttet sig til klassiske forbilleder eller til den Mendelssohn-Schumannske retning; mest vellykkede er hans arbejder i små former som klaversager og sangkompositioner (lieder, duetter, mandskor etc.), men hans righoldige produktion, omtrent 200 opus, omfatter også operaer, oratorier, kantater, salmer og motetter, større kammermusikværker og en klaverkoncert. 
Som skribent vandt Hiller megen yndest ved underholdende, kundskabsrige og livlig skrevne bøger, som Musikalisches und Persönliches (1876), Felix Mendelssohn-Bartholdy (1874), Künstlerleben (1880), Wie hören wir Musik (1881), Erinnerungsblätter (1884) etc. samt Übungen zum Studium der Harmonie und des Kontrapunkts (16. oplag 1897). Af kunstanskuelse var Hiller væsentlig konservativ og optrådte som Richard Wagners erklærede modstander.